# (85) Ио
(85) Ио (лат. Io) — астероид главного пояса, который принадлежит к тёмному спектральному классу B. Он был открыт 19 сентября 1865 года американским астрономом Кристианом Петерсом в обсерватории Литчфилд, США и назван в честь Ио, дочери древнейшего аргивского царя и в то же время речного бога Инаха в древнегреческой мифологии. 

Орбита астероида Ио и его положение в Солнечной системе
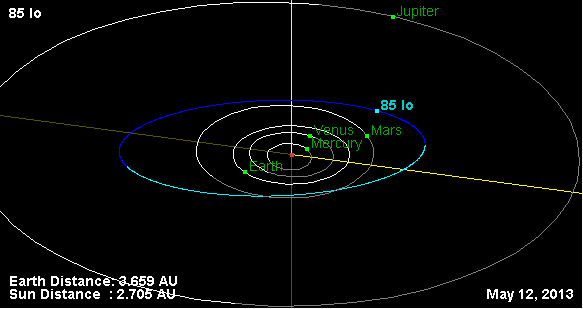
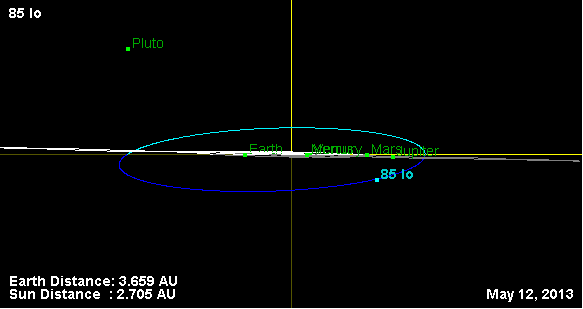

Покрытие звезды этим астероидом наблюдалось дважды: 10 декабря 1995 года и, относительно недавно, 12 марта 2009 года, тогда астероид Ио, имея блеск 13,2m прошёл на фоне звезды 2UCAC 35694429, имевшей яркость 13,8m. Покрытие наблюдалось в восточной части США.
Не стоит путать данный астероид с одним из спутников Юпитера, который также назван Ио.